# Дворец творчества детей и молодёжи (Ростов-на-Дону)
Дворец творчества детей и молодёжи ― один из ведущих детских образовательных центров России, который объединяет 11 тысяч детей в возрасте от 5 до 18 лет. Здесь трудятся более трехсот педагогов. Располагается в городе Ростов-на-Дону в бывшем здании Волжско-Камского банка (ул. Большая Садовая, 55).

## История
23 мая 1936 года в Ростове-на-Дону на пересечении переулка Газетного и улицы Большой Садовой (Энгельса) был торжественно открыт Дворец пионеров и октябрят (старое название центра. Дворец занял здание Волжско-Камского банка, которое было спроектировано архитектором Алексея Николаевича Бекетова.
Осенью 1936 г. начали свою работу два первых отдела Дворца: научно-технический и художественный, в 1937 г. был открыт натуралистический отдел, в 1938 г. ― военно-спортивный отдел, в 1939 г. ― политико-массовый отдел. Так, к 1940 г. была сформирована основная структура Дворца пионеров: он объединял более 40 кружков, студий, лабораторий и художественных коллективов.
В период Великой Отечественной войны (1941—1945 гг.) работа кружков и секций Дворца пионеров была приостановлена, но только на время оккупации города немецкими войсками. Многие педагоги Дворца ушли на фронт. В первые послевоенные годы во Дворце свою работу продолжили почти все ранее существовавшие кружки и секции.
В этот период были сформированы и начали функционировать: музыкальная студия, клуб для дошкольников и младших школьников «Звёздочка», КИД (Клуб интернациональной дружбы), Городской пионерский штаб «Горн», комсомольский штаб старшеклассников «Беспокойные сердца».
В период 1970―80-х годов во Дворце был открыт музей истории пионерской организации Дона «Пионерская слава», клубы «Юный медик», «Юный летчик» и «Юный моряк», сформирован «Живой уголок», появилась пионерская флотилия Дворца.
На левом берегу Дона был открыт городской лагерь пионерского, комсомольского актива и пионерских вожатых «Серебряные трубы». У мемориального комплекса «Павшим воинам» у Вечного огня в сквере им. Фрунзе был организован постоянно действующий пионерско-комсомольский Пост № 1, на котором и по сей день несут почетную Вахту Памяти учащиеся школ города.
Одним из важнейших событий этого периода было открытие ЮНО (Юношеское научное общество), в дальнейшем — ДАНЮИ (Донская академия наук юных исследователей). На ежегодно проводившихся конференциях заслушивались доклады юных исследователей по разным отраслям науки. Было завершено оформление музея истории Российского флота «Морская слава».
В 1991 году Дворец пионеров был переименован во Дворец творчества детей и молодежи г. Ростова-на-Дону. В период финансового кризиса 1990-х годов сотрудникам Дворца не только удалось сохранить в структуре учреждения, но и открыть музеи: «Истории Донского края» и «Юных защитников Отечества», наладить работу новых клубов: «Петит» (юных журналистов) и «ЮНЭК» (юных экологов), открыть первую летнюю городскую школу для одарённых детей «Надежда».

## Структура
Во дворце функционируют 10 отделов:
- Военно-патриотический отдел;
- Музыкальная студия;
- Отдел прикладного искусства;
- Отдел социального творчества;
- Художественный отдел;
- Экологический отдел;
- Центр развития детских и молодёжных социальных инициатив;
- Психологическая служба;
- центр «Дар».